# Caligatus angasii
Caligatus angasii är en fjärilsart som beskrevs av Scott L. Wing 1850. Caligatus angasii ingår i släktet Caligatus och familjen nattflyn. Inga underarter finns listade i Catalogue of Life.